# Kapellmästare
En kapellmästare är en ledare för en musikensemble. I Sverige används ordet vanligtvis i populärmusiksammanhang. På finlandssvenska har ordet däremot fått samma betydelse som dirigent.